# Douce Violence (film)
Pour les articles homonymes, voir Douce Violence (homonymie).
Pour plus de détails, voir Fiche technique et Distribution.
Douce violence est un film français réalisé par Max Pécas, sorti en 1962

## Synopsis
Les errances d'une jeunesse dorée qui promène son désœuvrement et ses dépravations dans le décor paradisiaque de la Côte d'Azur jusqu'au dénouement heureux..

## Fiche technique
- Titre : Douce Violence
- Réalisation : Max Pécas
- Scénario original : Jacques Aucante
- Adaptation et Dialogue : Grisha Dabat et Max Pécas
- Assistant réalisateur : Robert Topart
- Photographie : Marc Fossard
- Montage : Paul Cayatte
- Musique : Georges Garvarentz
- Cadreur : Roger Duculot
- Décors : Bob Luchaire
- Son : Séverin Frankiel
- Mixage : Jacques Bompunt
- Script-girl : C. Delbo-Chapelle
- Attachée de presse : Claude Legac
- Orchestre et trompette solo : Pierre Sellin aux éditions French Music
- Chansons : Douce violence (paroles Clément Nicolas, musique Georges Garvarentz) et Il faut saisir sa chance (paroles Charles Aznavour, musique Georges Garvarentz) chantées par Johnny Hallyday
- Régisseur : T. Michel et M. Gilli
- Production : Paris Inter Production, Contact Organisation
- Chef de production : Joël Lifschutz
- Directeur de production : Jacques Garcia
- Producteur associé : René Thévenet
- Distribution : 20th Century Studios
- Tournage du 10 avril au 30 mai 1961 dans les studios Eclair à Epinay et dans les Studios de la Victorine à Nice et sur l'aéroport de Nice Côte d'Azur
- Les vêtements Sport et Plage ont été réalisés par la société méditerranéenne de confection à Nice
- Pellicule 35 mm, noir et blanc Cinémascope Gevaert et Agfa
- Tirage dans les laboratoires C.T.M de Gennevilliers
- Enregistrement sonore : S.P.S et Général Production
- Durée : 88 minutes
- Date de sortie : France, 7 mars 1962
- Visa d'exploitation : 23910
- Affiche : Boris Grinsson (France)

## Distribution
- Elke Sommer : Elke, l'étudiante allemande
- Pierre Brice : Philippe Maître, l'étudiant science-pro
- Agnès Spaak : Dominique
- Christian Pezey : Olivier
- Jenny Astruc : Mick
- Michèle Bardollet : Choute
- Claire Maurier : Elle-même, la comédienne, sœur d'Olivier
- Albert Dinan : Popoff, le marin russe sur le bateau
- Vittoria Prada : Barbara
- Robert Darame : Charly
- Robert Barre : Le Libanais
- Roger Rudel : (Robert)
- René Tramoni : photographe / paparazzi
- Marc Arian : Un serveur
- Maryse Guy Mitsouko (sous le nom de « Mitzouko ») : La jeune fille brune
- Brigitte Suard
- Sandrine
- France Anglade
- Lionel Bernier
- Marcel Edouard
- Michel Cordon
- Pringle Conrad
- Jacques Bézard